# Aeroportul Yam Island
Aeroportul Yam Island (IATA: XMY, ICAO: YYMI) este un aeroport din Queensland, Australia.
Situat la o altitudine de 5 m, aeroportul dispune de o singură pistă. Este operat de Torres Strait Regional Authority⁠(d).